# Valparaíso (regio)
Valparaíso is een van de zestien regio's van Chili en wordt ook wel de vijfde regio genoemd (aangeduid met het Romeinse cijfer V), met als hoofdstad Valparaíso. De regio telt 1.815.902 inwoners (2017) en grenst aan Coquimbo (IV) (noorden), Argentinië (oosten), Libertador General Bernardo O'Higgins (VI) (zuiden) en de Grote Oceaan (westen). Aan de kust heerst een Mediterraan klimaat.
De metro van Valparaíso biedt openbaarvervoersdiensten aan tussen de verschillende steden van de regio. Het netwerk bestaat uit een lijn met lengte van 43 kilometer, waaraan 20 stations gelegen zijn.
Tot deze regio behoren ook Paaseiland, de Juan Fernández-archipel en de Desventuradaseilanden.

## Provincies
De regio Valparaíso bestaat uit acht provincies:
- Los Andes
- Marga Marga
- Paaseiland (Isla de Pascua)
- Petorca
- Quillota
- San Antonio
- San Felipe de Aconcagua
- Valparaíso

## Gemeenten
De regio Valparaíso bestaat uit 38 gemeenten:
- Algarrobo
- Cabildo
- Calle Larga
- Cartagena
- Casablanca
- Catemu
- Concón
- El Quisco
- El Tabo
- Hijuelas
- Juan Fernández
- La Calera
- La Cruz
- La Ligua
- Limache
- Llaillay
- Los Andes
- Nogales
- Olmué
- Paaseiland (Isla de Pascua)
- Panquehue
- Papudo
- Petorca
- Puchuncaví
- Putaendo
- Quillota
- Quilpué
- Quintero
- Rinconada
- San Antonio
- San Esteban
- San Felipe
- Santa María
- Santo Domingo
- Valparaíso
- Villa Alemana
- Viña del Mar
- Zapallar

Arica y Parinacota · Tarapacá · Antofagasta · Atacama · Coquimbo · Valparaíso · O'Higgins · Maule · Ñuble · Biobío · Araucanía · Los Ríos · Los Lagos · Aysén · Magallanes · Región Metropolitana de Santiago